# In the End (album)
In the End je osmé a poslední studiové album irské kapely The Cranberries vydané 26. dubna 2019. Album vzniklo až po smrti zpěvačky Dolores O’Riordan na základě demonahrávek, ke kterým zbylí členové dohráli hudební doprovod. Album získalo pozitivní ohlasy kritiky, bylo například nominováno na nejlepší rockové album roku na Grammy 2019. Kapela tímto albem navázala na styl a zvuk svých nejúspěšnějších alb No Need to Argue a To the Faithful Departed.

## Seznam skladeb
Dolores O’Riordan je autorkou všech textů písní. Hudbu složili Dolores O’Riordan a Noel Hogan, pokud není uvedeno jinak.
| In the End – The Cranberries (2019) | In the End – The Cranberries (2019) | In the End – The Cranberries (2019) | In the End – The Cranberries (2019) |
| Pořadí                              | Název                               | Autor                               | Délka                               |
| ----------------------------------- | ----------------------------------- | ----------------------------------- | ----------------------------------- |
| 1.                                  | All Over Now                        | Noel Hogan/Dolores O’Riordan        | 4:16                                |
| 2.                                  | Lost                                | Noel Hogan/Dolores O’Riordan        | 4:00                                |
| 3.                                  | Wake Me When It's Over              | Dolores O’Riordan                   | 4:12                                |
| 4.                                  | A Place I Know                      | Noel Hogan/Dolores O’Riordan        | 4:26                                |
| 5.                                  | Catch Me If You Can                 | Dolores O’Riordan                   | 4:38                                |
| 6.                                  | Got It                              | Noel Hogan/Dolores O’Riordan        | 4:02                                |
| 7.                                  | Illusion                            | Noel Hogan/Dolores O’Riordan        | 4:07                                |
| 8.                                  | Crazy Heart                         | Noel Hogan/Dolores O’Riordan        | 3:25                                |
| 9.                                  | Summer Song                         | Dan Brodbeck/Dolores O'Riordan      | 3:34                                |
| 10.                                 | The Pressure                        | Noel Hogan/Dolores O’Riordan        | 3:21                                |
| 11.                                 | In the End                          | Noel Hogan/Dolores O’Riordan        | 2:58                                |